# Washington (stație de metrou)
Washington este o stație proiectată de metrou din București. Se va afla în Sectorul 1, în zona Institutului de Meteorologie. Termenul estimat de punere în funcțiune era a doua jumătate a anului 2021.
În februarie 2023 lucrările de construcție a stației încă nu începuseră.